# Volove, Peremîșleanî
Volove (în ucraineană Волове) este un sat în comuna Strilkî din raionul Peremîșleanî, regiunea Liov, Ucraina.

## Demografie
Componența lingvistică a localității Volove
     Ucraineană (100%)
Conform recensământului din 2001, toată populația localității Volove era vorbitoare de ucraineană (100%).